# Zinadequaatheid
Zinadequaatheid of subjectieve adequaatheid is het criterium dat gemaakte verbanden tussen sociale elementen als zinvol worden ervaren en in overeenstemming zijn met de gewoonlijke denk- en voelpatronen. Bepalend is hierbij in hoeverre een toeschouwer de reden van een motivatie achter bepaald handelen kan begrijpen. Met causale adequaatheid beschouwde socioloog Max Weber dit als noodzakelijk voor goed sociologisch onderzoek. Causaal adequaat is een gemaakt verband als er een statistische waarschijnlijkheid is tussen oorzaak en gevolg, een causaal verband.
Causale adequaatheid wordt vooral nagestreefd in het positivisme waar de nadruk wordt gelegd op het veralgemenen. Voor sociologen die zich richten op de verstehende methode is zinadequaatheid van groter belang.
Met causale en zinadequaatheid wordt een wetenschappelijke methode nagestreefd die verschilt van die van de natuurwetenschappen. Dit verschil is noodzakelijk omdat de onderzoeker in de sociale wetenschappen deel blijft uitmaken van de onderzochte samenleving. Daarnaast is causaliteit sterk verbonden met de betekenis die de actor geeft aan gedrag, handelen en interactie. Weber bouwde daarbij op Kries die niet de nadruk legde op het ontwikkelen van wetten zoals in de natuurwetenschappen, maar op betekenis en waarden. Het onderzoek naar de achterliggende motivatie bij handelingen vertoond parallellen met juridische argumentatie.